# Platygaster tsitsikamensis
Platygaster tsitsikamensis är en stekelart som beskrevs av Peter Neerup Buhl 2005. Platygaster tsitsikamensis ingår i släktet Platygaster och familjen gallmyggesteklar. Inga underarter finns listade i Catalogue of Life.